# Business Support System
Mit Business Support System (BSS) wird ein IT-System bezeichnet, das Geschäftsprozesse einer Telefongesellschaft unterstützt.
Unterstützte Geschäftsprozesse sind z. B.
- Verwaltung von Vertragsbeziehungen zu Kunden/Lieferanten/Partnern, z. B. Customer-Relationship-Management
- Verwaltung von Produkten und Ressourcen
- Billing

Darüber hinaus wird der Begriff „BSS“ genutzt, um die Gesamtheit dieser Systeme, als auch das Branchen-übliche fachliche Domänenmodell zu bezeichnen.
Im Gegensatz zu „BSS“ wird mit „OSS“ (Operations Support System) ein Computer-System bezeichnet, das als Betriebsunterstützungssystem operative Komponenten eines Telekommunikations-Netzwerks verwaltet. Auch jener Begriff „OSS“ wird zusätzlich genutzt, um die Gesamtheit der Systeme und das Domänenmodell zu bezeichnen.
In der Telekommunikations-Branche wird das Begriffspaar OSS/BSS genutzt, um zwischen den beiden Domänenmodellen zu differenzieren.
Eine maßgebliche Instanz für den Themenbereich OSS/BSS ist der internationale Branchen-Verband TM Forum.